# Neapolitanischer Sextakkord

Kadenz mit
Neapolitanischem Sextakkord (s^{n})
Datei:Neapolitanischersextakkord.ogg

Der Neapolitanische Sextakkord oder kurz Neapolitaner ist ein alterierter Akkord. Der Quintton des Subdominantakkords wird durch den tiefalterierten Sextton ersetzt (im abgebildeten Beispiel in a-Moll der zweite Akkord: d–f–b statt d–f–a).

## Eigenschaften, Verwendung

### Gewollte Satzfehler
Bei der Weiterführung eines Neapolitanischen Sextakkords sn in die Dominante D entsteht (im obigen a-moll-Beispiel) ein verminderter Terzschritt b'-gis' in der Oberstimme und der Querstand b'(Sopran)–h(Tenor). Beides sind streng genommen Satz„fehler“, die jedoch hier toleriert werden, weil sie gerade den Reiz der Verbindung sn-D ausmachen und ihr eine besondere, individuelle Färbung verleihen. Deshalb wird der Neapolitaner auch als hervorstechender Klang (Überraschungsklang) bei besonderen Höhepunkten des Musikstücks benutzt, da sich die Kadenz durch ihn von der normalen Kadenz (t-s-D-t) abhebt. Sollen die genannten Satzfehler vermieden werden, kann zwischen den Neapolitaner und die Dominante beispielsweise noch ein „normaler“ Subdominantakkord (d-f-a) eingeschoben werden.

### Der Neapolitaner im vierstimmigen Satz
Aufgrund des besonderen Zusammenhangs, bei dem er zumeist in der klassischen Sextakkord-Formation mit darauffolgender Dominante verwendet wird, wird der Basston des Neapolitaners als Grundton wahrgenommen. Aus diesem Grunde ist es möglich und üblich, die Terz dieses Akkordes zu verdoppeln. Abgesehen von den gewollten „Satzfehlern“ wird der Neapolitanische Sextakkord wie eine Subdominante mit stellvertretender Sexte (s6) behandelt.

### Harmonische Deutung
In der Stufentheorie wird der Neapolitaner als Sextakkord der II. Stufe mit tiefalteriertem Grundton (♭II) gedeutet. Zwar entspricht diese Erklärung viel weniger dem Wesen des Akkords als seine eigentliche, subdominantische (IV. Stufe) Vorhaltsbildung, aber aus der Deutung als Sextakkord der II. Stufe ist die Namensgebung zu erklären.
In der Funktionstheorie versteht man ihn nach Hugo Riemann als Leittonwechselklang der Subdominante, bei dem die Quinte des Subdominantdreiklangs (a) durch ihren oberen Leitton (b) ersetzt ist.
In der grundstelligen Gestalt (siehe unter Geschichte) kann der Neapolitaner auch eine eigene Zwischendominante ausbilden. Durch seine Grundstellung wirkt er abgeschwächt. Er hat hier Subdominantmoll-Funktion. In der Funktionstheorie wird er mit sN oder einfach N bezeichnet.
Den neapolitanischen Sextakkord kann man mit der Zwischendominante zur (Moll-)Subdominante vorbereiten, also mit einer T7[s], Tv[s] oder Ähnlichem. Ein Beispiel, in dem der sn mit einer solchen Zwischendominante vorbereitet wurde, ist der Liebestraum Nr. 3 von Franz Liszt. Die Tv[s] steht im sechstletzten Takt, der Neapolitaner selbst im darauffolgenden.
Der Neapolitaner kann auch wie eine Dominante oder Subdominante als Zwischenfunktion auftreten. Man findet zum Beispiel in Brahms’ „In stiller Nacht“ Takt 8–10 Es im Wechsel mit D7. Der Akkord Es-Dur hat hier zwischen-neapolitanische Funktion zum D7. In einer Analyse kann man ihn als (N)[DG] bezeichnen. Der D7 als DG7 wiederum zielt elliptisch nach Gm, dem Tonika-Gegenklang Tg.
Im Jazz würde man der grundstelligen Variante (♭II) die Chordscale Lydisch zuordnen, der klassischen Sextvariante theoretisch Aeolisch. In dieser Form findet er jedoch im Jazz kaum Verwendung.

## Geschichte
Die früheste Quelle für den Namen „Neapolitan Sixth“ ist der Traktat „Elements of Musical Composition“ (1812) des englischen Komponisten und Musikgelehrten William Crotch. Offenbar gab Crotch dem Akkord seinen Namen wegen seiner häufigen Verwendung in der Musik der neapolitanischen Komponisten Alessandro Scarlatti und Giovanni Battista Pergolesi, obwohl er sich in der Musik des 18. Jahrhunderts auch in zahlreichen Werken außerhalb der Neapolitanischen Schule nachweisen lässt, insbesondere bei Johann Sebastian Bach.
Der Akkord wurde überwiegend in Molltonarten verwendet und diente durch seine strukturelle Nähe zum phrygischen Modus der Darstellung von Affekten wie Leid, Trauer und Schmerz. Eine frühe Verwendung findet sich im wehklagenden Schluss des Oratoriums Jephte von Carissimi (1645). Aber auch Carlo Gesualdo verwendete ihn schon 1595 in der Schlusskadenz seines Madrigale Languisco e moro.
Seine eigentliche Blütezeit erlebte der Akkord im Hochbarock (Bach, Händel) und in der Wiener Klassik (Haydn, Mozart, Beethoven, Schubert). Ab der Romantik wurde der Neapolitaner auch in Dur-Tonarten verwendet (sn). Dazu wird nicht nur die Sexte der Subdominante, sondern auch die Terz tiefalteriert.
In der späteren Musikgeschichte wird der Klang auch als grundstelliger Dreiklang (b-d'-f') verwendet und in dieser Form „verselbstständigter Neapolitaner“ genannt.

## Beispiele
- Johann Sebastian Bach: Passacaglia c-Moll, BWV 582, Fermate in Takt 285 auf Des-Dur
- Johann Sebastian Bach: Präludium es-Moll, BWV 853, In Takt 26  nach es-Moll-Akkord ein Fes-Dur-Sext-Akkord
- Ludwig van Beethoven: Mondscheinsonate opus 27/2, erster Satz in cis-Moll, Takt 3 (D-Dur), Takt 21 (G-Dur bei der Modulation nach fis-Moll) und Takt 50 (erneut D-Dur)
- Joseph Haydn: Missa brevis Sancti Joannis de Deo in B-Dur, Hob. XXII:7, Agnus Dei, Takt 23 (Des-Dur, in der Modulation nach c-Moll)
- Franz Liszt: Liebesträume, Notturno Nummer 3 in As-Dur, fünftletzter Takt (A-Dur)
- Franz Schubert: Klaviersonate Nummer 21 in B-Dur, D 960, erster Satz, Durchführung in cis-Moll, Takt 128 und 129 (D-Dur)